# Gare de Mariestad
La gare de Mariestad (suédois : Mariestads järnvägsstation) est une gare ferroviaire suédoise à Mariestad.

## Histoire et patrimoine ferroviaire
La gare est construite en style Art nouveau en 1908-1909, œuvre de l’architecte Lars Kellman. Un toit à forte pente en tuiles rouges, des façades en plâtre lisse avec des boucles de forme organique et les fenêtres typiques sont quelques-uns des traits caractéristiques du bâtiment .